# Nervo cutaneo laterale della coscia
Il nervo cutaneo laterale della coscia è un nervo cutaneo che origina dal ramo anteriore del 2° nervo lombare del plesso lombare e comprende fibre provenienti da L2 e L3.

## Decorso
Il nervo emerge dalla faccia laterale del grande psoas e decorre nella fossa iliaca. Passa al di sotto del legamento inguinale nell'incisura compresa fra le spine iliache anterosuperiore e anteroinferiore e raggiunge così la coscia, dove si fa sottocutaneo e si distribuisce alla cute della regione laterale con un ramo gluteo e un ramo femorale.

## Territorio di innervazione
Innerva la cute laterale della coscia e parte della cute della natica.